# بطولة أمم أوروبا للكرة الطائرة للسيدات
بطولة أمم أوروبا للكرة الطائرة للسيدات هي المسابقة الرسمية لفرق منتخبات الكرة لرياضة كرة الطائرة في أوروبا ينظمها الاتحاد الأوروبي للكرة الطائرة.منتخب إيطاليا هو البطل الحالي للبطولة.